# Apeltes quadracus
Genre
Espèce
Statut de conservation UICN

 LC  : Préoccupation mineure
Apeltes quadracus est une espèce de poissons de l'ordre des Gasterosteiformes, de la famille des Gasterosteidae, la seule du genre Apeltes.

## Distribution
Cette espèce se rencontre du Golfe du Saint-Laurent à la Caroline du Nord, elle se rencontre en mer, dans des lacs de Nouvelle-Écosse et dans le bassin des fleuves Hudson, Delaware et Susquehanna.

## Description
Elle mesure de 41 à 64 mm.